# 회색주머니날개박쥐속
회색주머니날개박쥐속(Balantiopteryx)은 대꼬리박쥐과에 속하는 박쥐 속의 하나이다. 3종으로 이루어져 있다.

## 특징
작은 박쥐로 몸길이는 48~55mm이고 전완장은 35~49mm이다. 꼬리 길이는 12~21mm, 몸무게는 최대 9g이다.

## 분포
중앙아메리카와 남아메리카에 널리 분포한다.

## 하위 종
- 에콰도르주머니날개박쥐 (Balantiopteryx infusca)
- 토마스주머니날개박쥐 (Balantiopteryx io)
- 회색주머니날개박쥐 (Balantiopteryx plicata)